# Mare de Déu del Mont
La Mare de Déu del Mont est un sanctuaire marial situé à Albanyà, dans la province de Gérone, à l'est des Pyrénées. Elle occupe une position dominante, sur un sommet dénommé el Mont, permettant une vue sur de nombreux kilomètres alentour, notamment sur le massif du Canigou.
Durant l'été 1884, Jacint Verdaguer séjourne près du sanctuaire pendant un mois et demi. Il y écrit notamment une partie de son poème épique Canigó.